# كلوزية أريستغياتية
كلوزية أريستغياتية (الاسم العلمي:Clusia aristeguietae) هي نوع من النباتات تتبع جنس الكلوزية من فصيلة الكلوزية.